# ハフィズ・オスマン
ハフィズ・オスマン（Hafiz Osman、1984年2月15日 - ）はシンガポールの元サッカー選手。元シンガポール代表。現役時代のポジションはCB,RB,DMF。

## 代表歴
2007年1月8日のフィリピン代表戦で代表デビュー。
また、U-23代表として2007年の東南アジア競技大会のメンバーとなり、同チームは銅メダルを獲得した。

## タイトル

### クラブ
シンガポール・アームド・フォーシズFC
- Sリーグ: 2006, 2007, 2008, 2009
- シンガポール・カップ: 2007, 2008

### 代表
シンガポール
- 東南アジアサッカー選手権: 2007
- 東南アジア競技大会:

銅メダル - 2007